# Ernst von Dobschütz
Ernst von Dobschütz (ur. 9 października 1870 w Halle, zm. 20 maja 1934 tamże) – niemiecki biblista i krytyk tekstu Nowego Testamentu. Autor licznych książek, wykładał na Uniwersytecie w Halle, Uniwersytecie we Wrocławiu i Strasburgu. Odwiedzał z gościnnymi wykładami Stany Zjednoczone i Szwecję.

## Życie
Pochodził ze starej arystokratycznej rodziny o śląskich korzeniach. Jego ojcem był pruski pułkownik Adalbert von Dobschütz, matką była Anna von Seckendorff. 29 grudnia 1919 wstąpił w związek małżeński z Karin von Kronhelm (ur. 24 marca 1893 we Wrocławiu, zm. 7 maja 1986 w Halle), córką pruskiego generała.
W 1888 roku rozpoczął studia na Uniwersytecie w Lipsku pod kierunkiem Franza Delitzscha. Studiował ponadto w Halle i Berlinie. Był uczniem m.in. Harnacka. W 1910 roku rozpoczął pracę na Uniwersytecie we Wrocławiu. W latach 1913–1914 wykładał na Harvardzie.
Badał niektóre rękopisy biblijne jak np. Kodeks Tischendorfa III.

## Rękopisy NT
Po śmierci Gregory'ego kontynuował jego dzieło katalogowania rękopisów Nowego Testamentu (publikacje w latach 1923, 1924, 1926, 1928, 1933). Do roku 1933 listę papirusów rozszerzył do 48 (z 19), listę majuskułów doprowadził do liczby 208 (ze 161), listę minuskułów do 2401 (ze 2326), a listę lekcjonarzy do 1609 (ze 1565).
Dzieło klasyfikowania rękopisów Nowego Testamentu kontynuował po nim Kurt Aland, który podjął się tego dzieła w roku 1953.

## Dzieła
- 1894: Studien zur Textkritik der Vulgata. Leipzig: J. C. Hinrichs’sche Buchhandlung, 1894. (niem.). Brak numerów stron w książce
- 1899: Christusbilder. Untersuchungen zur christlichen Legende. Texte u. Untersuchungen zur Geschichte der altchristlichen Literatur. Leipzig: J. C. Hinrichs’sche Buchhandlung, 1899. (niem.). Brak numerów stron w książce
- 1902: « Der Roman in der Altchristlichen Literatur » ; in: Die Deutsche Rundschau 111 (1902)
- 1902: Die urchristlichen Gemeinden; Sittengeschichtliche Bilder ; Leipzig: J. C. Hinrichs'sche Buchhandlung, 1902
- 1902: « Der Prozess Jesu nach den Acta Pilati » ; in: Zeitschrift für die neutestamentliche Wissenschaft und die Kunde der älteren Kirche, 1902
- 1904: Probleme des apostolischen Zeitalters. Fünf Vorträge in Hannover im Oktober 1903 ; Leipzig: J. C. Hinrichs'sche Buchhandlung, 1904
- 1904: Christian Life in the Primitive Church ; New York : Putnam's Verlag, 1904
- 1905: « Sakrament und Symbol » ; in : Studien und Kritiken, 1905
- 1906: Das apostolische Zeitalter; Tübingen: Mohr, 1906
- 1908: Das Christentum in Wissenschaft und Bildung; en collaboration avec C. Cornill, W. Herrmann, W. Staerk; Leipzig : Quelle & Meyer, 1908
- 1908: « Griechentum und Christentum » ; in : Paul Herre (Hg.): Das Christentum; Leipzig: Quelle & Meyer, 1908
- 1909: The Apostolic Age ; London : Philip Green, 1909 ; Boston : Boston American Unitarian Association, 1910
- 1909: Die Thessalonicher-Briefe ; Göttingen: Vandenhoeck & Ruprecht, 1909 (Nachdruck 1974)
- 1909: « Wann las Victor von Capua sein Neues Testament? » ; in : Zeitschrift für Neutestamentliche Wissenschaft 10 (1909)
- 1912: Das Decretum Gelasianum de Libris recipiendis et non recipiendis; Leipzig: J. C. Hinrichs'sche Buchhandlung, 1912
- 1914: The Influence of the Bible on Civilisation; Edinburgh 1914 ; New York: Scribners, (Reimpression : New York : Frederick Ungar Publishing, 1959 ; Bertrams Print on Demand, Grande-Bretagne 2005 ; Lightning Source Inc. 2005)
- 1917: « Das Urchristentum im Lichte unserer Zeit » ; in: Theologische Studien und Kritiken, Sonderdruck für die Mitglieder der Sächsischen Kirchlichen Konferenz 1917 ; Gotha: Friedrich Andreas Perthes, 1917
- 1921: « Vom vierfachen Schriftsinn. Die Geschichte einer Theorie »; in: Harnack-Ehrung: Beiträge zur Kirchengeschichte ihrem Lehrer Adolf von Harnack zu seinem siebzigsten Geburtstag (7. Mai 1921) dargebracht von einer Reihe seiner Schüler; Leipzig 1921
- 1923: Eberhard Nestle's Einführung in das Griechische Neue Testament ; Göttingen: Vandenhoeck & Ruprecht, 1923
- 1924-33: « Zur Liste der neutestamentlichen Handschriften » ; in : Zeitschrift für die neutestamentliche Wissenschaft und die Kunde der älteren Kirche 23 (1924), pp. 248–264; 25 (1926), pp. 299–306; 27 (1928), pp. 216–222; 32 (1933), pp. 185–206
- 1926: Der Apostel Paulus ; 1ère partie : « Seine weltgeschichtliche Bedeutung' » ; Halle: Buchhandlung des Waisenhauses, 1926
- 1927: Das Neue Testament; Halle: Buchhandlung des Waisenhauses, 1927
- 1927: Vom Auslegen des Neuen Testaments. Drei Reden; Göttingen: Vandenhoeck & Ruprecht, 1927
- 1928: Der Apostel Paulus; 2ème partie : « Seine Stellung in der Kunst »; Halle: Buchhandlung des Waisenhauses, 1928
- 1928: « Matthäus als Rabbi und Katechet » ; in : Zeitschrift für die neutestamentliche Wissenschaft und die Kunde der älteren Kirche, 1928 (Imprimé à part : Wissenschaftliche Buchgesellschaft, Darmstadt 1980)
- 1929: « Die fünf Sinne im Neuen Testament »; in: Journal of Biblical Literature, 1929
- 1929: « Bludau. Die Schriftfälschungen der Häretiker. Milne, The Gospels of Augustine. Glunz, Die lat. Vorlage der westsächs. Evangelienversion »; in: „Gnomon”, Cahier 5 (1929), p. 330 et sqq. ; Berlin: Verlag der Weidmannschen Buchhandlung, 1929
- 1929: « Die Bekehrung des Paulus » ; in: Repertorium für Kunstwissenschaft 50 (1929)
- 1932: Das Apostolicum in biblisch-theologischer Beleuchtung; Gießen: Toepelmann, 1932
- 1934: « Prädestination »; in: Theologische Studien und Kritiken 106 (1934), p. 9 et sqq.; Gotha: Leopold Klotz, 1934
- 1934: Die Bibel im Leben der Völker; Witten: Luther-Verlag, 1934; Berlin: Evangelische Verlagsanstalt, 1936 (19542)
- 1934: « Zum Wortschatz und Stil des Römerbriefs »; in: Zeitschrift für die neutestamentliche Wissenschaft und die Kunde der älteren Kirche 33 (1934), p. 51 et sqq.; Gießen: Alfred Töpelmann, 1934